# Anheterus
Anheterus es un género de coleópteros adéfagos de la familia Carabidae. 

## Especies
Relación de especies:
- Anheretus ambiguus (Sloane, 1892)
- Anheretus gracilis (Germain, 1848)